# Recopa de Europa 1991-92
La Recopa de Europa 1991-92 fue la 32a edición de la Recopa de Europa, en la que participaron los campeones nacionales de copa en la temporada anterior. En esta edición participaron 34 clubes pertenecientes a 33 federaciones nacionales diferentes.
La final, disputada a partido único, enfrentó al Werder Bremen con el Mónaco en el Estadio da Luz, en Lisboa, donde venció el equipo alemán por 2-0.

## Participantes
| Primera ronda                     | Primera ronda          | Primera ronda | Primera ronda     |
| --------------------------------- | ---------------------- | ------------- | ----------------- |
| Manchester UnitedCampeón defensor | Werder Bremen          | Roma          | Atlético Madrid   |
| Club Brugge                       | Porto                  | Monaco        | CSKA Moscow       |
| Feyenoord                         | Bacău                  | Motherwell    | Norrköping        |
| Hajduk Split                      | Stahl Eisenhüttenstadt | Sion          | Baník Ostrava     |
| Ilves                             | Swansea City           | Levski Sofia  | Athinaikos        |
| Ferencváros                       | GKS Katowice           | Galatasaray   | Partizani Tirana  |
| Fyllingen                         | Omonia                 | Glenavon      | Valur             |
| Valletta                          | Jeunesse Esch          |               |                   |
| Ronda previa                      |                        |               |                   |
| Stockerau                         | Odense                 | Galway United | Tottenham Hotspur |

## Ronda previa
| Equipo 1      | Agr. | Equipo 2          | Ida | Vuelta |
| ------------- | ---- | ----------------- | --- | ------ |
| Stockerau     | 0–2  | Tottenham Hotspur | 0–1 | 0–1    |
| Galway United | 0–7  | Odense            | 0–3 | 0–4    |

Ida
| 21-8-1991 | Stockerau | 0–1     | Tottenham Hotspur | Praterstadion, Vienna                                     |                                                           |
|           |           | Reporte | Durie 39'         | Asistencia: 15,500 espectadores Árbitro(s): Gérard Biguet | Asistencia: 15,500 espectadores Árbitro(s): Gérard Biguet |

| 21-8-1991 | Galway United | 0–3     | Odense                                      | Ballinderreen GAA, Ballinderreen                       |                                                        |
|           |               | Reporte | Donnerup 38' · Nedergaard 46' · Elstrup 68' | Asistencia: 4,750 espectadores Árbitro(s): Egil Nervik | Asistencia: 4,750 espectadores Árbitro(s): Egil Nervik |

Vuelta
| 3-9-1991 | Odense                                                | 4–0 (Global 7-0) | Galway United | Odense Stadion, Odense                                    |                                                           |
|          | Nedergaard 35' · Hansen 51' · Harder 81' · Thorup 90' | Reporte          |               | Asistencia: 1,757 espectadores Árbitro(s): Zygmunt Ziober | Asistencia: 1,757 espectadores Árbitro(s): Zygmunt Ziober |

| 4-9-1991 | Tottenham Hotspur | 1–0 (Global 2-0) | Stockerau | White Hart Lane, London                                   |                                                           |
|          | Mabbutt 42'       | Reporte          |           | Asistencia: 28,072 espectadores Árbitro(s): Michel Piraux | Asistencia: 28,072 espectadores Árbitro(s): Michel Piraux |

## Rondas siguientes
|  | Primera ronda                                                          | Primera ronda                                                          | Primera ronda                                                          | Primera ronda                                                          |   |                    | Octavos de final                                                 | Octavos de final                                                 | Octavos de final                                                 | Octavos de final                                                 |  |                    | Cuartos de final                                      | Cuartos de final                                      | Cuartos de final                                      | Cuartos de final                                      |  |             | Semifinales                                           | Semifinales                                           | Semifinales                                           | Semifinales                                           |  |               | Final                                    | Final                                    |  |
|  | 17 al 19 de septiembre de 1991 (ida) 1 y 2 de octubre de 1991 (vuelta) | 17 al 19 de septiembre de 1991 (ida) 1 y 2 de octubre de 1991 (vuelta) | 17 al 19 de septiembre de 1991 (ida) 1 y 2 de octubre de 1991 (vuelta) | 17 al 19 de septiembre de 1991 (ida) 1 y 2 de octubre de 1991 (vuelta) |   |                    | 23 de octubre de 1991 (ida) 5 al 7 de noviembre de 1991 (vuelta) | 23 de octubre de 1991 (ida) 5 al 7 de noviembre de 1991 (vuelta) | 23 de octubre de 1991 (ida) 5 al 7 de noviembre de 1991 (vuelta) | 23 de octubre de 1991 (ida) 5 al 7 de noviembre de 1991 (vuelta) |  |                    | 4 de marzo de 1992 (ida) 18 de marzo de 1992 (vuelta) | 4 de marzo de 1992 (ida) 18 de marzo de 1992 (vuelta) | 4 de marzo de 1992 (ida) 18 de marzo de 1992 (vuelta) | 4 de marzo de 1992 (ida) 18 de marzo de 1992 (vuelta) |  |             | 1 de abril de 1992 (ida) 15 de abril de 1992 (vuelta) | 1 de abril de 1992 (ida) 15 de abril de 1992 (vuelta) | 1 de abril de 1992 (ida) 15 de abril de 1992 (vuelta) | 1 de abril de 1992 (ida) 15 de abril de 1992 (vuelta) |  |               | 6 de mayo de 1992 Estadio da Luz, Lisboa | 6 de mayo de 1992 Estadio da Luz, Lisboa |  |
|  |                                                                        |                                                                        |                                                                        |                                                                        |   |                    |                                                                  |                                                                  |                                                                  |                                                                  |  |                    |                                                       |                                                       |                                                       |                                                       |  |             |                                                       |                                                       |                                                       |                                                       |  |               |                                          |                                          |  |
|  |                                                                        |                                                                        |                                                                        |                                                                        |   |                    |                                                                  |                                                                  |                                                                  |                                                                  |  |                    |                                                       |                                                       |                                                       |                                                       |  |             |                                                       |                                                       |                                                       |                                                       |  |               |                                          |                                          |  |
|  | Fyllingen                                                              | 0                                                                      | 2                                                                      | 2                                                                      |   |                    |                                                                  |                                                                  |                                                                  |                                                                  |  |                    |                                                       |                                                       |                                                       |                                                       |  |             |                                                       |                                                       |                                                       |                                                       |  |               |                                          |                                          |  |
|  | Fyllingen                                                              | 0                                                                      | 2                                                                      | 2                                                                      |   |                    |                                                                  |                                                                  |                                                                  |                                                                  |  |                    |                                                       |                                                       |                                                       |                                                       |  |             |                                                       |                                                       |                                                       |                                                       |  |               |                                          |                                          |  |
|  | Atlético de Madrid                                                     | 1                                                                      | 7                                                                      | 8                                                                      |   |                    |                                                                  |                                                                  |                                                                  |                                                                  |  |                    |                                                       |                                                       |                                                       |                                                       |  |             |                                                       |                                                       |                                                       |                                                       |  |               |                                          |                                          |  |
|  | Atlético de Madrid                                                     | 1                                                                      | 7                                                                      | 8                                                                      |   | Atlético de Madrid | 3                                                                | 1                                                                | 4                                                                |                                                                  |  |                    |                                                       |                                                       |                                                       |                                                       |  |             |                                                       |                                                       |                                                       |                                                       |  |               |                                          |                                          |  |
|  |                                                                        |                                                                        |                                                                        |                                                                        |   | Atlético de Madrid | 3                                                                | 1                                                                | 4                                                                |                                                                  |  |                    |                                                       |                                                       |                                                       |                                                       |  |             |                                                       |                                                       |                                                       |                                                       |  |               |                                          |                                          |  |
|  |                                                                        |                                                                        | Manchester United                                                      | 0                                                                      | 1 | 1                  |                                                                  |                                                                  |                                                                  |                                                                  |  |                    |                                                       |                                                       |                                                       |                                                       |  |             |                                                       |                                                       |                                                       |                                                       |  |               |                                          |                                          |  |
|  | Athinaikos                                                             | 0                                                                      | Manchester United                                                      | 0                                                                      | 1 | 1                  | 0                                                                | 0                                                                |                                                                  |                                                                  |  |                    |                                                       |                                                       |                                                       |                                                       |  |             |                                                       |                                                       |                                                       |                                                       |  |               |                                          |                                          |  |
|  | Athinaikos                                                             | 0                                                                      |                                                                        |                                                                        |   |                    |                                                                  |                                                                  |                                                                  |                                                                  |  |                    |                                                       |                                                       |                                                       |                                                       |  |             |                                                       |                                                       |                                                       |                                                       |  |               |                                          |                                          |  |
|  | Manchester United (t.s.)                                               | 0                                                                      | 2                                                                      | 2                                                                      |   |                    |                                                                  |                                                                  |                                                                  |                                                                  |  |                    |                                                       |                                                       |                                                       |                                                       |  |             |                                                       |                                                       |                                                       |                                                       |  |               |                                          |                                          |  |
|  | Manchester United (t.s.)                                               | 0                                                                      | 2                                                                      | 2                                                                      |   |                    |                                                                  |                                                                  |                                                                  |                                                                  |  | Atlético de Madrid | 3                                                     | 1                                                     | 4                                                     |                                                       |  |             |                                                       |                                                       |                                                       |                                                       |  |               |                                          |                                          |  |
|  |                                                                        |                                                                        |                                                                        |                                                                        |   |                    |                                                                  |                                                                  |                                                                  |                                                                  |  | Atlético de Madrid | 3                                                     | 1                                                     | 4                                                     |                                                       |  |             |                                                       |                                                       |                                                       |                                                       |  |               |                                          |                                          |  |
|  |                                                                        |                                                                        | Brujas (v.)                                                            | 2                                                                      | 2 | 4                  |                                                                  |                                                                  |                                                                  |                                                                  |  |                    |                                                       |                                                       |                                                       |                                                       |  |             |                                                       |                                                       |                                                       |                                                       |  |               |                                          |                                          |  |
|  | GKS Katowice (v.)                                                      | 2                                                                      | Brujas (v.)                                                            | 2                                                                      | 2 | 4                  | 1                                                                | 3                                                                |                                                                  |                                                                  |  |                    |                                                       |                                                       |                                                       |                                                       |  |             |                                                       |                                                       |                                                       |                                                       |  |               |                                          |                                          |  |
|  | GKS Katowice (v.)                                                      | 2                                                                      |                                                                        |                                                                        |   |                    |                                                                  |                                                                  |                                                                  |                                                                  |  |                    |                                                       |                                                       |                                                       |                                                       |  |             |                                                       |                                                       |                                                       |                                                       |  |               |                                          |                                          |  |
|  | Motherwell                                                             | 0                                                                      | 3                                                                      | 3                                                                      |   |                    |                                                                  |                                                                  |                                                                  |                                                                  |  |                    |                                                       |                                                       |                                                       |                                                       |  |             |                                                       |                                                       |                                                       |                                                       |  |               |                                          |                                          |  |
|  | Motherwell                                                             | 0                                                                      | 3                                                                      | 3                                                                      |   | GKS Katowice       | 0                                                                | 0                                                                | 0                                                                |                                                                  |  |                    |                                                       |                                                       |                                                       |                                                       |  |             |                                                       |                                                       |                                                       |                                                       |  |               |                                          |                                          |  |
|  |                                                                        |                                                                        |                                                                        |                                                                        |   | GKS Katowice       | 0                                                                | 0                                                                | 0                                                                |                                                                  |  |                    |                                                       |                                                       |                                                       |                                                       |  |             |                                                       |                                                       |                                                       |                                                       |  |               |                                          |                                          |  |
|  |                                                                        |                                                                        | Brujas                                                                 | 1                                                                      | 3 | 4                  |                                                                  |                                                                  |                                                                  |                                                                  |  |                    |                                                       |                                                       |                                                       |                                                       |  |             |                                                       |                                                       |                                                       |                                                       |  |               |                                          |                                          |  |
|  | AC Omonia                                                              | 0                                                                      | Brujas                                                                 | 1                                                                      | 3 | 4                  | 0                                                                | 0                                                                |                                                                  |                                                                  |  |                    |                                                       |                                                       |                                                       |                                                       |  |             |                                                       |                                                       |                                                       |                                                       |  |               |                                          |                                          |  |
|  | AC Omonia                                                              | 0                                                                      |                                                                        |                                                                        |   |                    |                                                                  |                                                                  |                                                                  |                                                                  |  |                    |                                                       |                                                       |                                                       |                                                       |  |             |                                                       |                                                       |                                                       |                                                       |  |               |                                          |                                          |  |
|  | Brujas                                                                 | 2                                                                      | 2                                                                      | 4                                                                      |   |                    |                                                                  |                                                                  |                                                                  |                                                                  |  |                    |                                                       |                                                       |                                                       |                                                       |  |             |                                                       |                                                       |                                                       |                                                       |  |               |                                          |                                          |  |
|  | Brujas                                                                 | 2                                                                      | 2                                                                      | 4                                                                      |   |                    |                                                                  |                                                                  |                                                                  |                                                                  |  |                    |                                                       |                                                       |                                                       |                                                       |  | Brujas      | 1                                                     | 1                                                     | 2                                                     |                                                       |  |               |                                          |                                          |  |
|  |                                                                        |                                                                        |                                                                        |                                                                        |   |                    |                                                                  |                                                                  |                                                                  |                                                                  |  |                    |                                                       |                                                       |                                                       |                                                       |  | Brujas      | 1                                                     | 1                                                     | 2                                                     |                                                       |  |               |                                          |                                          |  |
|  |                                                                        |                                                                        | Werder Bremen                                                          | 3                                                                      | 1 | 4                  |                                                                  |                                                                  |                                                                  |                                                                  |  |                    |                                                       |                                                       |                                                       |                                                       |  |             |                                                       |                                                       |                                                       |                                                       |  |               |                                          |                                          |  |
|  | FCM Bacău                                                              | 0                                                                      | Werder Bremen                                                          | 3                                                                      | 1 | 4                  | 0                                                                | 0                                                                |                                                                  |                                                                  |  |                    |                                                       |                                                       |                                                       |                                                       |  |             |                                                       |                                                       |                                                       |                                                       |  |               |                                          |                                          |  |
|  | FCM Bacău                                                              | 0                                                                      |                                                                        |                                                                        |   |                    |                                                                  |                                                                  |                                                                  |                                                                  |  |                    |                                                       |                                                       |                                                       |                                                       |  |             |                                                       |                                                       |                                                       |                                                       |  |               |                                          |                                          |  |
|  | Werder Bremen                                                          | 6                                                                      | 5                                                                      | 11                                                                     |   |                    |                                                                  |                                                                  |                                                                  |                                                                  |  |                    |                                                       |                                                       |                                                       |                                                       |  |             |                                                       |                                                       |                                                       |                                                       |  |               |                                          |                                          |  |
|  | Werder Bremen                                                          | 6                                                                      | 5                                                                      | 11                                                                     |   | Werder Bremen      | 3                                                                | 1                                                                | 4                                                                |                                                                  |  |                    |                                                       |                                                       |                                                       |                                                       |  |             |                                                       |                                                       |                                                       |                                                       |  |               |                                          |                                          |  |
|  |                                                                        |                                                                        |                                                                        |                                                                        |   | Werder Bremen      | 3                                                                | 1                                                                | 4                                                                |                                                                  |  |                    |                                                       |                                                       |                                                       |                                                       |  |             |                                                       |                                                       |                                                       |                                                       |  |               |                                          |                                          |  |
|  |                                                                        |                                                                        | Ferencváros                                                            | 2                                                                      | 0 | 2                  |                                                                  |                                                                  |                                                                  |                                                                  |  |                    |                                                       |                                                       |                                                       |                                                       |  |             |                                                       |                                                       |                                                       |                                                       |  |               |                                          |                                          |  |
|  | Levski Sofía                                                           | 2                                                                      | Ferencváros                                                            | 2                                                                      | 0 | 2                  | 1                                                                | 3                                                                |                                                                  |                                                                  |  |                    |                                                       |                                                       |                                                       |                                                       |  |             |                                                       |                                                       |                                                       |                                                       |  |               |                                          |                                          |  |
|  | Levski Sofía                                                           | 2                                                                      |                                                                        |                                                                        |   |                    |                                                                  |                                                                  |                                                                  |                                                                  |  |                    |                                                       |                                                       |                                                       |                                                       |  |             |                                                       |                                                       |                                                       |                                                       |  |               |                                          |                                          |  |
|  | Ferencváros                                                            | 3                                                                      | 4                                                                      | 7                                                                      |   |                    |                                                                  |                                                                  |                                                                  |                                                                  |  |                    |                                                       |                                                       |                                                       |                                                       |  |             |                                                       |                                                       |                                                       |                                                       |  |               |                                          |                                          |  |
|  | Ferencváros                                                            | 3                                                                      | 4                                                                      | 7                                                                      |   |                    |                                                                  |                                                                  |                                                                  |                                                                  |  | Werder Bremen      | 2                                                     | 0                                                     | 2                                                     |                                                       |  |             |                                                       |                                                       |                                                       |                                                       |  |               |                                          |                                          |  |
|  |                                                                        |                                                                        |                                                                        |                                                                        |   |                    |                                                                  |                                                                  |                                                                  |                                                                  |  | Werder Bremen      | 2                                                     | 0                                                     | 2                                                     |                                                       |  |             |                                                       |                                                       |                                                       |                                                       |  |               |                                          |                                          |  |
|  |                                                                        |                                                                        | Galatasaray                                                            | 1                                                                      | 0 | 1                  |                                                                  |                                                                  |                                                                  |                                                                  |  |                    |                                                       |                                                       |                                                       |                                                       |  |             |                                                       |                                                       |                                                       |                                                       |  |               |                                          |                                          |  |
|  | Stahl Eisenhüttenstadt                                                 | 1                                                                      | Galatasaray                                                            | 1                                                                      | 0 | 1                  | 0                                                                | 1                                                                |                                                                  |                                                                  |  |                    |                                                       |                                                       |                                                       |                                                       |  |             |                                                       |                                                       |                                                       |                                                       |  |               |                                          |                                          |  |
|  | Stahl Eisenhüttenstadt                                                 | 1                                                                      |                                                                        |                                                                        |   |                    |                                                                  |                                                                  |                                                                  |                                                                  |  |                    |                                                       |                                                       |                                                       |                                                       |  |             |                                                       |                                                       |                                                       |                                                       |  |               |                                          |                                          |  |
|  | Galatasaray                                                            | 2                                                                      | 3                                                                      | 5                                                                      |   |                    |                                                                  |                                                                  |                                                                  |                                                                  |  |                    |                                                       |                                                       |                                                       |                                                       |  |             |                                                       |                                                       |                                                       |                                                       |  |               |                                          |                                          |  |
|  | Galatasaray                                                            | 2                                                                      | 3                                                                      | 5                                                                      |   | Galatasaray (v.)   | 0                                                                | 2                                                                | 2                                                                |                                                                  |  |                    |                                                       |                                                       |                                                       |                                                       |  |             |                                                       |                                                       |                                                       |                                                       |  |               |                                          |                                          |  |
|  |                                                                        |                                                                        |                                                                        |                                                                        |   | Galatasaray (v.)   | 0                                                                | 2                                                                | 2                                                                |                                                                  |  |                    |                                                       |                                                       |                                                       |                                                       |  |             |                                                       |                                                       |                                                       |                                                       |  |               |                                          |                                          |  |
|  |                                                                        |                                                                        | Baník Ostrava                                                          | 1                                                                      | 1 | 2                  |                                                                  |                                                                  |                                                                  |                                                                  |  |                    |                                                       |                                                       |                                                       |                                                       |  |             |                                                       |                                                       |                                                       |                                                       |  |               |                                          |                                          |  |
|  | Odense                                                                 | 0                                                                      | Baník Ostrava                                                          | 1                                                                      | 1 | 2                  | 1                                                                | 1                                                                |                                                                  |                                                                  |  |                    |                                                       |                                                       |                                                       |                                                       |  |             |                                                       |                                                       |                                                       |                                                       |  |               |                                          |                                          |  |
|  | Odense                                                                 | 0                                                                      |                                                                        |                                                                        |   |                    |                                                                  |                                                                  |                                                                  |                                                                  |  |                    |                                                       |                                                       |                                                       |                                                       |  |             |                                                       |                                                       |                                                       |                                                       |  |               |                                          |                                          |  |
|  | Baník Ostrava                                                          | 2                                                                      | 2                                                                      | 4                                                                      |   |                    |                                                                  |                                                                  |                                                                  |                                                                  |  |                    |                                                       |                                                       |                                                       |                                                       |  |             |                                                       |                                                       |                                                       |                                                       |  |               |                                          |                                          |  |
|  | Baník Ostrava                                                          | 2                                                                      | 2                                                                      | 4                                                                      |   |                    |                                                                  |                                                                  |                                                                  |                                                                  |  |                    |                                                       |                                                       |                                                       |                                                       |  |             |                                                       |                                                       |                                                       |                                                       |  | Werder Bremen | 2                                        |                                          |  |
|  |                                                                        |                                                                        |                                                                        |                                                                        |   |                    |                                                                  |                                                                  |                                                                  |                                                                  |  |                    |                                                       |                                                       |                                                       |                                                       |  |             |                                                       |                                                       |                                                       |                                                       |  | Werder Bremen | 2                                        |                                          |  |
|  |                                                                        |                                                                        | Mónaco                                                                 | 0                                                                      |   |                    |                                                                  |                                                                  |                                                                  |                                                                  |  |                    |                                                       |                                                       |                                                       |                                                       |  |             |                                                       |                                                       |                                                       |                                                       |  |               |                                          |                                          |  |
|  | Glenavon                                                               | 3                                                                      | Mónaco                                                                 | 0                                                                      | 1 | 4                  |                                                                  |                                                                  |                                                                  |                                                                  |  |                    |                                                       |                                                       |                                                       |                                                       |  |             |                                                       |                                                       |                                                       |                                                       |  |               |                                          |                                          |  |
|  | Glenavon                                                               | 3                                                                      |                                                                        |                                                                        |   |                    |                                                                  |                                                                  |                                                                  |                                                                  |  |                    |                                                       |                                                       |                                                       |                                                       |  |             |                                                       |                                                       |                                                       |                                                       |  |               |                                          |                                          |  |
|  | Ilves (v.)                                                             | 2                                                                      | 2                                                                      | 4                                                                      |   |                    |                                                                  |                                                                  |                                                                  |                                                                  |  |                    |                                                       |                                                       |                                                       |                                                       |  |             |                                                       |                                                       |                                                       |                                                       |  |               |                                          |                                          |  |
|  | Ilves (v.)                                                             | 2                                                                      | 2                                                                      | 4                                                                      |   | Ilves              | 1                                                                | 2                                                                | 3                                                                |                                                                  |  |                    |                                                       |                                                       |                                                       |                                                       |  |             |                                                       |                                                       |                                                       |                                                       |  |               |                                          |                                          |  |
|  |                                                                        |                                                                        |                                                                        |                                                                        |   | Ilves              | 1                                                                | 2                                                                | 3                                                                |                                                                  |  |                    |                                                       |                                                       |                                                       |                                                       |  |             |                                                       |                                                       |                                                       |                                                       |  |               |                                          |                                          |  |
|  |                                                                        |                                                                        | Roma                                                                   | 1                                                                      | 5 | 6                  |                                                                  |                                                                  |                                                                  |                                                                  |  |                    |                                                       |                                                       |                                                       |                                                       |  |             |                                                       |                                                       |                                                       |                                                       |  |               |                                          |                                          |  |
|  | CSKA Moscú                                                             | 1                                                                      | Roma                                                                   | 1                                                                      | 5 | 6                  | 1                                                                | 2                                                                |                                                                  |                                                                  |  |                    |                                                       |                                                       |                                                       |                                                       |  |             |                                                       |                                                       |                                                       |                                                       |  |               |                                          |                                          |  |
|  | CSKA Moscú                                                             | 1                                                                      |                                                                        |                                                                        |   |                    |                                                                  |                                                                  |                                                                  |                                                                  |  |                    |                                                       |                                                       |                                                       |                                                       |  |             |                                                       |                                                       |                                                       |                                                       |  |               |                                          |                                          |  |
|  | Roma (v.)                                                              | 2                                                                      | 0                                                                      | 2                                                                      |   |                    |                                                                  |                                                                  |                                                                  |                                                                  |  |                    |                                                       |                                                       |                                                       |                                                       |  |             |                                                       |                                                       |                                                       |                                                       |  |               |                                          |                                          |  |
|  | Roma (v.)                                                              | 2                                                                      | 0                                                                      | 2                                                                      |   |                    |                                                                  |                                                                  |                                                                  |                                                                  |  | Roma               | 0                                                     | 0                                                     | 0                                                     |                                                       |  |             |                                                       |                                                       |                                                       |                                                       |  |               |                                          |                                          |  |
|  |                                                                        |                                                                        |                                                                        |                                                                        |   |                    |                                                                  |                                                                  |                                                                  |                                                                  |  | Roma               | 0                                                     | 0                                                     | 0                                                     |                                                       |  |             |                                                       |                                                       |                                                       |                                                       |  |               |                                          |                                          |  |
|  |                                                                        |                                                                        | Mónaco                                                                 | 0                                                                      | 1 | 1                  |                                                                  |                                                                  |                                                                  |                                                                  |  |                    |                                                       |                                                       |                                                       |                                                       |  |             |                                                       |                                                       |                                                       |                                                       |  |               |                                          |                                          |  |
|  | Norrköping                                                             | 4                                                                      | Mónaco                                                                 | 0                                                                      | 1 | 1                  | 2                                                                | 6                                                                |                                                                  |                                                                  |  |                    |                                                       |                                                       |                                                       |                                                       |  |             |                                                       |                                                       |                                                       |                                                       |  |               |                                          |                                          |  |
|  | Norrköping                                                             | 4                                                                      |                                                                        |                                                                        |   |                    |                                                                  |                                                                  |                                                                  |                                                                  |  |                    |                                                       |                                                       |                                                       |                                                       |  |             |                                                       |                                                       |                                                       |                                                       |  |               |                                          |                                          |  |
|  | Jeunesse Esch                                                          | 0                                                                      | 1                                                                      | 1                                                                      |   |                    |                                                                  |                                                                  |                                                                  |                                                                  |  |                    |                                                       |                                                       |                                                       |                                                       |  |             |                                                       |                                                       |                                                       |                                                       |  |               |                                          |                                          |  |
|  | Jeunesse Esch                                                          | 0                                                                      | 1                                                                      | 1                                                                      |   | Norrköping         | 1                                                                | 0                                                                | 1                                                                |                                                                  |  |                    |                                                       |                                                       |                                                       |                                                       |  |             |                                                       |                                                       |                                                       |                                                       |  |               |                                          |                                          |  |
|  |                                                                        |                                                                        |                                                                        |                                                                        |   | Norrköping         | 1                                                                | 0                                                                | 1                                                                |                                                                  |  |                    |                                                       |                                                       |                                                       |                                                       |  |             |                                                       |                                                       |                                                       |                                                       |  |               |                                          |                                          |  |
|  |                                                                        |                                                                        | Mónaco                                                                 | 2                                                                      | 3 | 5                  |                                                                  |                                                                  |                                                                  |                                                                  |  |                    |                                                       |                                                       |                                                       |                                                       |  |             |                                                       |                                                       |                                                       |                                                       |  |               |                                          |                                          |  |
|  | Swansea City                                                           | 1                                                                      | Mónaco                                                                 | 2                                                                      | 3 | 5                  | 1                                                                | 2                                                                |                                                                  |                                                                  |  |                    |                                                       |                                                       |                                                       |                                                       |  |             |                                                       |                                                       |                                                       |                                                       |  |               |                                          |                                          |  |
|  | Swansea City                                                           | 1                                                                      |                                                                        |                                                                        |   |                    |                                                                  |                                                                  |                                                                  |                                                                  |  |                    |                                                       |                                                       |                                                       |                                                       |  |             |                                                       |                                                       |                                                       |                                                       |  |               |                                          |                                          |  |
|  | Mónaco                                                                 | 2                                                                      | 8                                                                      | 10                                                                     |   |                    |                                                                  |                                                                  |                                                                  |                                                                  |  |                    |                                                       |                                                       |                                                       |                                                       |  |             |                                                       |                                                       |                                                       |                                                       |  |               |                                          |                                          |  |
|  | Mónaco                                                                 | 2                                                                      | 8                                                                      | 10                                                                     |   |                    |                                                                  |                                                                  |                                                                  |                                                                  |  |                    |                                                       |                                                       |                                                       |                                                       |  | Mónaco (v.) | 1                                                     | 2                                                     | 3                                                     |                                                       |  |               |                                          |                                          |  |
|  |                                                                        |                                                                        |                                                                        |                                                                        |   |                    |                                                                  |                                                                  |                                                                  |                                                                  |  |                    |                                                       |                                                       |                                                       |                                                       |  | Mónaco (v.) | 1                                                     | 2                                                     | 3                                                     |                                                       |  |               |                                          |                                          |  |
|  |                                                                        |                                                                        | Feyenoord                                                              | 1                                                                      | 2 | 3                  |                                                                  |                                                                  |                                                                  |                                                                  |  |                    |                                                       |                                                       |                                                       |                                                       |  |             |                                                       |                                                       |                                                       |                                                       |  |               |                                          |                                          |  |
|  | Valur                                                                  | 0                                                                      | Feyenoord                                                              | 1                                                                      | 2 | 3                  | 1                                                                | 1                                                                |                                                                  |                                                                  |  |                    |                                                       |                                                       |                                                       |                                                       |  |             |                                                       |                                                       |                                                       |                                                       |  |               |                                          |                                          |  |
|  | Valur                                                                  | 0                                                                      |                                                                        |                                                                        |   |                    |                                                                  |                                                                  |                                                                  |                                                                  |  |                    |                                                       |                                                       |                                                       |                                                       |  |             |                                                       |                                                       |                                                       |                                                       |  |               |                                          |                                          |  |
|  | Sion                                                                   | 1                                                                      | 1                                                                      | 2                                                                      |   |                    |                                                                  |                                                                  |                                                                  |                                                                  |  |                    |                                                       |                                                       |                                                       |                                                       |  |             |                                                       |                                                       |                                                       |                                                       |  |               |                                          |                                          |  |
|  | Sion                                                                   | 1                                                                      | 1                                                                      | 2                                                                      |   | Sion               | 0                                                                | 0                                                                | 0 (3)                                                            |                                                                  |  |                    |                                                       |                                                       |                                                       |                                                       |  |             |                                                       |                                                       |                                                       |                                                       |  |               |                                          |                                          |  |
|  |                                                                        |                                                                        |                                                                        |                                                                        |   | Sion               | 0                                                                | 0                                                                | 0 (3)                                                            |                                                                  |  |                    |                                                       |                                                       |                                                       |                                                       |  |             |                                                       |                                                       |                                                       |                                                       |  |               |                                          |                                          |  |
|  |                                                                        |                                                                        | Feyenoord (p.)                                                         | 0                                                                      | 0 | 0 (5)              |                                                                  |                                                                  |                                                                  |                                                                  |  |                    |                                                       |                                                       |                                                       |                                                       |  |             |                                                       |                                                       |                                                       |                                                       |  |               |                                          |                                          |  |
|  | Partizán de Tirana                                                     | 0                                                                      | Feyenoord (p.)                                                         | 0                                                                      | 0 | 0 (5)              | 0                                                                | 0                                                                |                                                                  |                                                                  |  |                    |                                                       |                                                       |                                                       |                                                       |  |             |                                                       |                                                       |                                                       |                                                       |  |               |                                          |                                          |  |
|  | Partizán de Tirana                                                     | 0                                                                      |                                                                        |                                                                        |   |                    |                                                                  |                                                                  |                                                                  |                                                                  |  |                    |                                                       |                                                       |                                                       |                                                       |  |             |                                                       |                                                       |                                                       |                                                       |  |               |                                          |                                          |  |
|  | Feyenoord                                                              | 0                                                                      | 1                                                                      | 1                                                                      |   |                    |                                                                  |                                                                  |                                                                  |                                                                  |  |                    |                                                       |                                                       |                                                       |                                                       |  |             |                                                       |                                                       |                                                       |                                                       |  |               |                                          |                                          |  |
|  | Feyenoord                                                              | 0                                                                      | 1                                                                      | 1                                                                      |   |                    |                                                                  |                                                                  |                                                                  |                                                                  |  | Feyenoord          | 1                                                     | 0                                                     | 1                                                     |                                                       |  |             |                                                       |                                                       |                                                       |                                                       |  |               |                                          |                                          |  |
|  |                                                                        |                                                                        |                                                                        |                                                                        |   |                    |                                                                  |                                                                  |                                                                  |                                                                  |  | Feyenoord          | 1                                                     | 0                                                     | 1                                                     |                                                       |  |             |                                                       |                                                       |                                                       |                                                       |  |               |                                          |                                          |  |
|  |                                                                        |                                                                        | Tottenham Hotspur                                                      | 0                                                                      | 0 | 0                  |                                                                  |                                                                  |                                                                  |                                                                  |  |                    |                                                       |                                                       |                                                       |                                                       |  |             |                                                       |                                                       |                                                       |                                                       |  |               |                                          |                                          |  |
|  | Hajduk Split                                                           | 1                                                                      | Tottenham Hotspur                                                      | 0                                                                      | 0 | 0                  | 0                                                                | 1                                                                |                                                                  |                                                                  |  |                    |                                                       |                                                       |                                                       |                                                       |  |             |                                                       |                                                       |                                                       |                                                       |  |               |                                          |                                          |  |
|  | Hajduk Split                                                           | 1                                                                      |                                                                        |                                                                        |   |                    |                                                                  |                                                                  |                                                                  |                                                                  |  |                    |                                                       |                                                       |                                                       |                                                       |  |             |                                                       |                                                       |                                                       |                                                       |  |               |                                          |                                          |  |
|  | Tottenham Hotspur                                                      | 0                                                                      | 2                                                                      | 2                                                                      |   |                    |                                                                  |                                                                  |                                                                  |                                                                  |  |                    |                                                       |                                                       |                                                       |                                                       |  |             |                                                       |                                                       |                                                       |                                                       |  |               |                                          |                                          |  |
|  | Tottenham Hotspur                                                      | 0                                                                      | 2                                                                      | 2                                                                      |   | Tottenham Hotspur  | 3                                                                | 0                                                                | 3                                                                |                                                                  |  |                    |                                                       |                                                       |                                                       |                                                       |  |             |                                                       |                                                       |                                                       |                                                       |  |               |                                          |                                          |  |
|  |                                                                        |                                                                        |                                                                        |                                                                        |   | Tottenham Hotspur  | 3                                                                | 0                                                                | 3                                                                |                                                                  |  |                    |                                                       |                                                       |                                                       |                                                       |  |             |                                                       |                                                       |                                                       |                                                       |  |               |                                          |                                          |  |
|  |                                                                        |                                                                        | Porto                                                                  | 1                                                                      | 0 | 1                  |                                                                  |                                                                  |                                                                  |                                                                  |  |                    |                                                       |                                                       |                                                       |                                                       |  |             |                                                       |                                                       |                                                       |                                                       |  |               |                                          |                                          |  |
|  | Valletta                                                               | 0                                                                      | Porto                                                                  | 1                                                                      | 0 | 1                  | 0                                                                | 0                                                                |                                                                  |                                                                  |  |                    |                                                       |                                                       |                                                       |                                                       |  |             |                                                       |                                                       |                                                       |                                                       |  |               |                                          |                                          |  |
|  | Valletta                                                               | 0                                                                      |                                                                        |                                                                        |   |                    |                                                                  |                                                                  |                                                                  |                                                                  |  |                    |                                                       |                                                       |                                                       |                                                       |  |             |                                                       |                                                       |                                                       |                                                       |  |               |                                          |                                          |  |
|  | Porto                                                                  | 3                                                                      | 1                                                                      | 4                                                                      |   |                    |                                                                  |                                                                  |                                                                  |                                                                  |  |                    |                                                       |                                                       |                                                       |                                                       |  |             |                                                       |                                                       |                                                       |                                                       |  |               |                                          |                                          |  |
|  | Porto                                                                  | 3                                                                      | 1                                                                      | 4                                                                      |   |                    |                                                                  |                                                                  |                                                                  |                                                                  |  |                    |                                                       |                                                       |                                                       |                                                       |  |             |                                                       |                                                       |                                                       |                                                       |  |               |                                          |                                          |  |
|  |                                                                        |                                                                        |                                                                        |                                                                        |   |                    |                                                                  |                                                                  |                                                                  |                                                                  |  |                    |                                                       |                                                       |                                                       |                                                       |  |             |                                                       |                                                       |                                                       |                                                       |  |               |                                          |                                          |  |

### Primera ronda
Ida
| 17-9-1991 | Glenavon                                         | 3–2     | Ilves                              | Mourneview Park, Lurgan                                  |                                                          |
|           | Ferguson 32' · McBride 60' (pen.) · Conville 80' | Reporte | J. Aaltonen 12' · Dziadulewicz 78' | Asistencia: 2,029 espectadores Árbitro(s): Marnix Sandra | Asistencia: 2,029 espectadores Árbitro(s): Marnix Sandra |

| 17-9-1991 | Swansea City | 1–2     | Monaco                           | Vetch Field, Swansea                                          |                                                               |
|           | Legg 71'     | Reporte | Passi 8' (pen.) · Rui Barros 27' | Asistencia: 6,208 espectadores Árbitro(s): Kim Milton Nielsen | Asistencia: 6,208 espectadores Árbitro(s): Kim Milton Nielsen |

| 17-9-1991 | Valur | 0–1     | Sion    | Laugardalsvöllur, Reykjavík                                |                                                            |
|           |       | Reporte | Rey 80' | Asistencia: 761 espectadores Árbitro(s): Svend Christensen | Asistencia: 761 espectadores Árbitro(s): Svend Christensen |

| 17-9-1991 | Hajduk Split  | 1–0     | Tottenham Hotspur | Linzer Stadion, Linz, Austria                                 |                                                               |
| | Novaković 53' | Reporte |                   | Asistencia: 7,000 espectadores Árbitro(s): Kurt Röthlisberger | Asistencia: 7,000 espectadores Árbitro(s): Kurt Röthlisberger |
| El partido se jugó en Austria debido a que la UEFA suspedió a los equipos de Yugoslavia con no poder jugar de local en su país por las razones de inseguridad generadas por los conflictos étnicos que eventualmente darían origen a la guerra de Yugoslavia. |               |         |                   |                                                               |                                                               |

| 18-9-1991 | Fyllingen | 0–1     | Atlético Madrid | Brann Stadion, Bergen                                  |                                                        |
|           |           | Reporte | Manolo 28'      | Asistencia: 4,333 espectadores Árbitro(s): Keith Burge | Asistencia: 4,333 espectadores Árbitro(s): Keith Burge |

| 18-9-1991 | Athinaikos | 0–0     | Manchester United | Leoforos Alexandras Stadium, Athens                         |                                                             |
|           |            | Reporte |                   | Asistencia: 5,647 espectadores Árbitro(s): Aron Schmidhuber | Asistencia: 5,647 espectadores Árbitro(s): Aron Schmidhuber |

| 18-9-1991 | GKS Katowice             | 2–0     | Motherwell | Stadion GKS Katowice, Chorzów                          |                                                        |
|           | Szewczyk 42' · Wolny 81' | Reporte |            | Asistencia: 3,700 espectadores Árbitro(s): Einar Halle | Asistencia: 3,700 espectadores Árbitro(s): Einar Halle |

| 18-9-1991 | Omonia | 0–2     | Club Brugge              | Makario Stadium, Nicosia                                     |                                                              |
|           |        | Reporte | Dziubiński 3' · Booy 48' | Asistencia: 10,300 espectadores Árbitro(s): Plarent Kotherja | Asistencia: 10,300 espectadores Árbitro(s): Plarent Kotherja |

| 18-9-1991 | Bacău | 0–6     | Werder Bremen                                                 | Stadionul Municipal, Bacău                             |                                                        |
|           |       | Reporte | Rufer 9', 13', 31' · Bratseth 63' · Votava 78' · Neubarth 80' | Asistencia: 4,500 espectadores Árbitro(s): Jozef Marko | Asistencia: 4,500 espectadores Árbitro(s): Jozef Marko |

| 18-9-1991 | Levski Sofia              | 2–3     | Ferencváros                     | Stadion Georgi Asparuhov, Sofia                                |                                                                |
|           | Dartilov 36' · Bankov 90' | Reporte | Deszatnik 7' · Lipcsei 72', 81' | Asistencia: 8,147 espectadores Árbitro(s): Gheorghe Constantin | Asistencia: 8,147 espectadores Árbitro(s): Gheorghe Constantin |

| 18-9-1991 | Stahl Eisenhüttenstadt | 1–2     | Galatasaray             | Sportanlage der Hüttenwerker, Eisenhüttenstadt            |                                                           |
|           | F. Bartz 40'           | Reporte | Kosecki 45' · Keser 71' | Asistencia: 3,420 espectadores Árbitro(s): Jaap Uilenberg | Asistencia: 3,420 espectadores Árbitro(s): Jaap Uilenberg |

| 18-9-1991 | Odense | 0–2     | Baník Ostrava             | Odense Stadion, Odense                                 |                                                        |
|           |        | Reporte | Škarabela 41' · Časko 82' | Asistencia: 2,377 espectadores Árbitro(s): Cees Bakker | Asistencia: 2,377 espectadores Árbitro(s): Cees Bakker |

| 18-9-1991 | CSKA Moscow  | 1–2     | Roma                              | Central Lenin Stadium, Moscow                           |                                                         |
|           | Sergeyev 52' | Reporte | Fokin 46' (o.g.) · Rizzitelli 73' | Asistencia: 35,000 espectadores Árbitro(s): Bo Karlsson | Asistencia: 35,000 espectadores Árbitro(s): Bo Karlsson |

| 18-9-1991 | Norrköping                                                              | 4–0     | Jeunesse Esch | Norrköpings Idrottspark, Norrköping                  |                                                      |
|           | Karlsson 45' · J. Eriksson 49' · Hellström 70' · Vaattovaara 71' (pen.) | Reporte |               | Asistencia: 2,438 espectadores Árbitro(s): Esa Palsi | Asistencia: 2,438 espectadores Árbitro(s): Esa Palsi |

| 18-9-1991 | Partizani Tirana | 0–0     | Feyenoord | Qemal Stafa Stadium, Tirana                            |                                                        |
|           |                  | Reporte |           | Asistencia: 4,000 espectadores Árbitro(s): Sándor Puhl | Asistencia: 4,000 espectadores Árbitro(s): Sándor Puhl |

| 19-9-1991 | Valletta | 0–3     | Porto                                               | National Stadium, Ta' Qali                              |                                                         |
|           |          | Reporte | Kostadinov 28' · Timofte 37' (pen.) · Mihtarski 78' | Asistencia: 1,129 espectadores Árbitro(s): Gerd Grabher | Asistencia: 1,129 espectadores Árbitro(s): Gerd Grabher |

Vuelta
| 1-10-1991 | Werder Bremen                                     | 5–0 (Global 11-0) | Bacău | Weserstadion, Bremen                                     |                                                          |
|           | Kohn 6', 17' · Eilts 9' · Bratseth 66' · Bode 71' | Reporte           |       | Asistencia: 3,021 espectadores Árbitro(s): Patrick Kelly | Asistencia: 3,021 espectadores Árbitro(s): Patrick Kelly |

| 1-10-1991 | Monaco                                                                                          | 8–0 (Global 10-1) | Swansea City | Stade Louis II, Monaco                                        |                                                               |
|           | Weah 6', 85' · Fofana 18' · Rui Barros 30' · Passi 31', 89' · Harris 39' (o.g.) · Djorkaeff 75' | Reporte           |              | Asistencia: 5,520 espectadores Árbitro(s): Serge Muhmenthaler | Asistencia: 5,520 espectadores Árbitro(s): Serge Muhmenthaler |

| 2-10-1991 | Atlético Madrid                                                   | 7–2 (Global 8-2) | Fyllingen      | Estadio Vicente Calderón, Madrid                             |                                                              |
|           | Schuster 4', 89' · Manolo 19', 34' (pen.) · Soler 40' · Futre 81' | Reporte          | Tengs 54', 68' | Asistencia: 19,600 espectadores Árbitro(s): Freddy Philippoz | Asistencia: 19,600 espectadores Árbitro(s): Freddy Philippoz |

| 2-10-1991 | Manchester United          | 2–0 (t. s.)(Global 2-0) | Athinaikos | Old Trafford, Manchester                                     |                                                              |
|           | Hughes 109' · McClair 111' | Reporte                 |            | Asistencia: 35,023 espectadores Árbitro(s): Rosario Lo Bello | Asistencia: 35,023 espectadores Árbitro(s): Rosario Lo Bello |

| 2-10-1991                                             | Motherwell                 | 3–1 (Global 3-3) | GKS Katowice   | Fir Park, Motherwell                                        |                                                             |
|                                                       | Kirk 29', 89' · Cusack 86' | Reporte          | Rzeźniczek 68' | Asistencia: 10,032 espectadores Árbitro(s): Bernd Heynemann | Asistencia: 10,032 espectadores Árbitro(s): Bernd Heynemann |
| Katowice clasifica por la regla del gol de visitante. |                            |                  |                |                                                             |                                                             |

| 2-10-1991 | Club Brugge                   | 2–0 (Global 4-0) | Omonia | Olympiastadion, Bruges                                   |                                                          |
|           | Booy 65' · Van der Heyden 85' | Reporte          |        | Asistencia: 11,885 espectadores Árbitro(s): John Purcell | Asistencia: 11,885 espectadores Árbitro(s): John Purcell |

| 2-10-1991 | Ferencváros                                  | 4–1 (Global 7-3) | Levski Sofia | Üllői úti Stadion, Budapest                              |                                                          |
|           | Lipcsei 1', 90' · Albert 28' · Deszatnik 57' | Reporte          | Dimitrov 73' | Asistencia: 8,591 espectadores Árbitro(s): Yusuf Namoğlu | Asistencia: 8,591 espectadores Árbitro(s): Yusuf Namoğlu |

| 2-10-1991 | Galatasaray                                 | 3–0 (Global 5-1) | Stahl Eisenhüttenstadt | Ali Sami Yen Stadium, Istanbul                           |                                                          |
|           | Kosecki 20' (pen.) · Arif 67' · Yücedağ 87' | Reporte          |                        | Asistencia: 14,528 espectadores Árbitro(s): Luben Spasov | Asistencia: 14,528 espectadores Árbitro(s): Luben Spasov |

| 2-10-1991 | Baník Ostrava                      | 2–1 (Global 4-1) | Odense          | Bazaly, Ostrava                                          |                                                          |
|           | Chýlek 82' · Steffensen 83' (a.g.) | Reporte          | Bordinggaard 8' | Asistencia: 2,596 espectadores Árbitro(s): Daniel Roduit | Asistencia: 2,596 espectadores Árbitro(s): Daniel Roduit |

| 2 de octubre de 1991                               | Ilves              | 2–1 (Global 4-4) | Glenavon    | Tammelan Stadion, Tampere                                        |                                                                  |
|                                                    | Mattila 39' (pen.) | Reporte          | McBride 78' | Asistencia: 3,358 espectadores Árbitro(s): Henning Lund-Sørensen | Asistencia: 3,358 espectadores Árbitro(s): Henning Lund-Sørensen |
| Ilves clasifica por la regla del gol de visitante. |                    |                  |             |                                                                  |                                                                  |

| 2-10-1991                                         | Roma | 0–1 (Global 2-2) | CSKA Moscow   | Stadio Olimpico, Rome                                         |                                                               |
|                                                   |      | Reporte          | Dmitriyev 13' | Asistencia: 45,086 espectadores Árbitro(s): Hubert Forstinger | Asistencia: 45,086 espectadores Árbitro(s): Hubert Forstinger |
| Roma clasifica por la regla del gol de visitante. |      |                  |               |                                                               |                                                               |

| 2-10-1991 | Jeunesse Esch | 1–2 (Global 1-6) | Norrköping                    | Stade de la Frontière, Esch-sur-Alzette                |                                                        |
|           | Marinelli 83' | Reporte          | J. Eriksson 2' · Kindvall 40' | Asistencia: 765 espectadores Árbitro(s): Hans Reygwart | Asistencia: 765 espectadores Árbitro(s): Hans Reygwart |

| 2-10-1991 | Sion        | 1–1 (Global 2-1) | Valur         | Stade de Tourbillon, Sion                                   |                                                             |
|           | Orlando 78' | Reporte          | Einarsson 67' | Asistencia: 6,100 espectadores Árbitro(s): José Veiga Trigo | Asistencia: 6,100 espectadores Árbitro(s): José Veiga Trigo |

| 2-10-1991 | Feyenoord | 1–0 (Global 1-0) | Partizani Tirana | De Kuip, Rotterdam                                        |                                                           |
|           | Bosz 87'  | Reporte          |                  | Asistencia: 20,146 espectadores Árbitro(s): Rune Pedersen | Asistencia: 20,146 espectadores Árbitro(s): Rune Pedersen |

| 2-10-1991 | Tottenham Hotspur     | 2–0 (Global 2-1) | Hajduk Split | White Hart Lane, London                                      |                                                              |
|           | Tuttle 6' · Durie 14' | Reporte          |              | Asistencia: 24,297 espectadores Árbitro(s): Erik Fredriksson | Asistencia: 24,297 espectadores Árbitro(s): Erik Fredriksson |

| 2-10-1991 | Porto       | 1–0 (Global 4-0) | Valletta | Estádio das Antas, Porto                                             |                                                                      |
|           | Timofte 90' | Reporte          |          | Asistencia: 15,000 espectadores Árbitro(s): Antonio Martín Navarrete | Asistencia: 15,000 espectadores Árbitro(s): Antonio Martín Navarrete |

### Octavos de final
Ida
| 22-10-1991 | Norrköping    | 1–2     | Monaco               | Norrköpings Idrottspark, Norrköping                            |                                                                |
|            | Hellström 22' | Reporte | Mendy 18' · Weah 48' | Asistencia: 4,627 espectadores Árbitro(s): Hans-Peter Dellwing | Asistencia: 4,627 espectadores Árbitro(s): Hans-Peter Dellwing |

| 23-10-1991 | Atlético Madrid             | 3–0     | Manchester United | Estadio Vicente Calderón, Madrid                            |                                                             |
|            | Futre 32', 87' · Manolo 88' | Reporte |                   | Asistencia: 35,000 espectadores Árbitro(s): Bernd Heynemann | Asistencia: 35,000 espectadores Árbitro(s): Bernd Heynemann |

| 23-10-1991 | GKS Katowice | 0–1     | Club Brugge  | Stadion GKS Katowice, Chorzów                           |                                                         |
|            |              | Reporte | Staelens 22' | Asistencia: 3,856 espectadores Árbitro(s): Hasan Ceylan | Asistencia: 3,856 espectadores Árbitro(s): Hasan Ceylan |

| 23-10-1991 | Werder Bremen                  | 3–2     | Ferencváros      | Weserstadion, Bremen                                  |                                                       |
|            | Neubarth 28', 40' · Allofs 33' | Reporte | Lipcsei 35', 73' | Asistencia: 7,502 espectadores Árbitro(s): David Syme | Asistencia: 7,502 espectadores Árbitro(s): David Syme |

| 23-10-1991 | Galatasaray | 0–1     | Baník Ostrava | Ali Sami Yen Stadium, Istanbul                                   |                                                                  |
|            |             | Reporte | Ollender 68'  | Asistencia: 20,586 espectadores Árbitro(s): José Rosa dos Santos | Asistencia: 20,586 espectadores Árbitro(s): José Rosa dos Santos |

| 23-10-1991 | Ilves      | 1–1     | Roma          | Tammelan Stadion, Tampere                                     |                                                               |
|            | Czakon 65' | Reporte | Carnevale 20' | Asistencia: 8,727 espectadores Árbitro(s): Michał Listkiewicz | Asistencia: 8,727 espectadores Árbitro(s): Michał Listkiewicz |

| 23-10-1991 | Sion | 0–0     | Feyenoord | Stade de Tourbillon, Sion                              |                                                        |
|            |      | Reporte |           | Asistencia: 9,111 espectadores Árbitro(s): Jozef Marko | Asistencia: 9,111 espectadores Árbitro(s): Jozef Marko |

| 23-10-1991 | Tottenham Hotspur            | 3–1     | Porto          | White Hart Lane, London                                    |                                                            |
|            | Lineker 14', 82' · Durie 32' | Reporte | Kostadinov 52' | Asistencia: 23,621 espectadores Árbitro(s): Zoran Petrović | Asistencia: 23,621 espectadores Árbitro(s): Zoran Petrović |

Vuelta
| 5-11-1991 | Monaco     | 1–0 (Global 3-1) | Norrköping | Stade Louis II, Monaco                                      |                                                             |
|           | Robert 26' | Reporte          |            | Asistencia: 6,000 espectadores Árbitro(s): Rosario Lo Bello | Asistencia: 6,000 espectadores Árbitro(s): Rosario Lo Bello |

| 6-11-1991 | Manchester United | 1–1 (Global 1-4) | Atlético Madrid | Old Trafford, Manchester                                 |                                                          |
|           | Hughes 4'         | Reporte          | Schuster 68'    | Asistencia: 39,654 espectadores Árbitro(s): Guy Goethals | Asistencia: 39,654 espectadores Árbitro(s): Guy Goethals |

| 6-11-1991 | Club Brugge                                    | 3–0 (Global 4-0) | GKS Katowice | Olympiastadion, Bruges                                  |                                                         |
|           | Verspaille 50' · Staelens 58' · Schaessens 78' | Reporte          |              | Asistencia: 14,428 espectadores Árbitro(s): Keith Burge | Asistencia: 14,428 espectadores Árbitro(s): Keith Burge |

| 6-11-1991 | Ferencváros | 0–1 (Global 2-4) | Werder Bremen | Üllői úti Stadion, Budapest                             |                                                         |
|           |             | Reporte          | Bode 48'      | Asistencia: 20,000 espectadores Árbitro(s): Einar Halle | Asistencia: 20,000 espectadores Árbitro(s): Einar Halle |

| 6-11-1991                                                | Baník Ostrava | 1–2 (Global 2-2) | Galatasaray                    | Bazaly, Ostrava                                           |                                                           |
|                                                          | Ollender 31'  | Reporte          | Yusuf 41' · Kosecki 44' (pen.) | Asistencia: 3,250 espectadores Árbitro(s): Mircea Salomir | Asistencia: 3,250 espectadores Árbitro(s): Mircea Salomir |
| Galatasaray clasifica por la regla del gol de visitante. |               |                  |                                |                                                           |                                                           |

| 6-11-1991 | Roma                                                            | 5–2 (Global 6-3) | Ilves           | Stadio Olimpico, Rome                                     |                                                           |
|           | Giannini 1' · Rizzitelli 3' · Di Mauro 15' · Carnevale 48', 77' | Reporte          | Czakon 80', 89' | Asistencia: 24,810 espectadores Árbitro(s): Charles Agius | Asistencia: 24,810 espectadores Árbitro(s): Charles Agius |

| 6-11-1991 | Feyenoord                                | 0–0 (t. s.)(5–3 p.)(Global 0-0) | Sion                                  | De Kuip, Rotterdam                                             |                                                                |
|           |                                          | Reporte                         |                                       | Asistencia: 24,408 espectadores Árbitro(s): Kim Milton Nielsen | Asistencia: 24,408 espectadores Árbitro(s): Kim Milton Nielsen |
|           |                                          | Tiros desde el punto penal      |                                       |                                                                |                                                                |
|           | Metgod · Sabău · Fraser · De Wolf · Bosz |                                 | Calderón · Sauthier · Geiger · Baljić |                                                                |                                                                |

| 7-11-1991 | Porto | 0–0 (Global 1-3) | Tottenham Hotspur | Estádio das Antas, Porto                                    |                                                             |
|           |       | Reporte          |                   | Asistencia: 45,000 espectadores Árbitro(s): Peter Mikkelsen | Asistencia: 45,000 espectadores Árbitro(s): Peter Mikkelsen |

### Cuartos de final
| 4-3-1992 | Atlético Madrid                     | 3–2     | Club Brugge                 | Estadio Vicente Calderón, Madrid                         |                                                          |
|          | Schuster 30' · Toni 47' · Futre 57' | Reporte | Verspaille 31' · Beyens 43' | Asistencia: 38,000 espectadores Árbitro(s): Bruno Galler | Asistencia: 38,000 espectadores Árbitro(s): Bruno Galler |

| 4-3-1992 | Werder Bremen         | 2–1     | Galatasaray | Weserstadion, Bremen                                           |                                                                |
|          | Kohn 79' · Bester 85' | Reporte | Kosecki 33' | Asistencia: 33,000 espectadores Árbitro(s): Michał Listkiewicz | Asistencia: 33,000 espectadores Árbitro(s): Michał Listkiewicz |

| 4-3-1992 | Roma | 0–0     | Monaco | Stadio Olimpico, Rome                                                |                                                                      |
|          |      | Reporte |        | Asistencia: 40,336 espectadores Árbitro(s): Antonio Martín Navarrete | Asistencia: 40,336 espectadores Árbitro(s): Antonio Martín Navarrete |

| 4-3-1992 | Feyenoord   | 1–0     | Tottenham Hotspur | De Kuip, Rotterdam                                             |                                                                |
|          | Kiprich 56' | Reporte |                   | Asistencia: 44,000 espectadores Árbitro(s): Pierluigi Pairetto | Asistencia: 44,000 espectadores Árbitro(s): Pierluigi Pairetto |

Vuelta
| 18-3-1992                                                | Club Brugge                   | 2–1 (Global 4-4) | Atlético Madrid | Olympiastadion, Bruges                                   |                                                          |
|                                                          | Querter 40' (pen.) · Booy 62' | Reporte          | Futre 10'       | Asistencia: 22,000 espectadores Árbitro(s): Rune Larsson | Asistencia: 22,000 espectadores Árbitro(s): Rune Larsson |
| Club Brugge clasifica por la regla del gol de visitante. |                               |                  |                 |                                                          |                                                          |

| 18-3-1992 | Galatasaray | 0–0 (Global 1-2) | Werder Bremen | Ali Sami Yen Stadium, Istanbul                                 |                                                                |
|           |             | Reporte          |               | Asistencia: 27,357 espectadores Árbitro(s): Kim Milton Nielsen | Asistencia: 27,357 espectadores Árbitro(s): Kim Milton Nielsen |

| 18-3-1992 | Monaco         | 1–0 (Global 1-0) | Roma | Stade Louis II, Monaco                                        |                                                               |
|           | Rui Barros 45' | Reporte          |      | Asistencia: 21,000 espectadores Árbitro(s): John Blankenstein | Asistencia: 21,000 espectadores Árbitro(s): John Blankenstein |

| 18-3-1992 | Tottenham Hotspur | 0–0 (Global 0-1) | Feyenoord | White Hart Lane, London                                        |                                                                |
|           |                   | Reporte          |           | Asistencia: 29,834 espectadores Árbitro(s): Kurt Röthlisberger | Asistencia: 29,834 espectadores Árbitro(s): Kurt Röthlisberger |

### Semifinales
Ida
| 1-4-1992 | Club Brugge | 1–0     | Werder Bremen | Olympiastadion, Bruges                                   |                                                          |
|          | Amokachi 5' | Reporte |               | Asistencia: 21,000 espectadores Árbitro(s): Luben Spasov | Asistencia: 21,000 espectadores Árbitro(s): Luben Spasov |

| 1-4-1992 | Monaco     | 1–1     | Feyenoord   | Stade Louis II, Monaco                                     |                                                            |
|          | Valéry 26' | Reporte | Witschge 9' | Asistencia: 18,000 espectadores Árbitro(s): Brian McGinlay | Asistencia: 18,000 espectadores Árbitro(s): Brian McGinlay |

Vuelta
| 15-4-1992 | Werder Bremen             | 2–0 (Global 2-1) | Club Brugge | Weserstadion, Bremen                                    |                                                         |
|           | Bode 31' · Bockenfeld 59' | Reporte          |             | Asistencia: 35,000 espectadores Árbitro(s): Howard King | Asistencia: 35,000 espectadores Árbitro(s): Howard King |

| 15-4-1992                                           | Feyenoord                    | 2–2 (Global 3-3) | Monaco                    | De Kuip, Rotterdam                                       |                                                          |
|                                                     | Witschge 52' · Damaschin 88' | Reporte          | Weah 34' · Rui Barros 50' | Asistencia: 42,107 espectadores Árbitro(s): Rune Larsson | Asistencia: 42,107 espectadores Árbitro(s): Rune Larsson |
| Monaco clasifica por la regla del gol de visitante. |                              |                  |                           |                                                          |                                                          |

## Final
| 1  | POR | Jürgen Rollmann    |     |
| 3  | DEF | Thomas Wolter      | 80' |
| 6  | DEF | Ulrich Borowka     |     |
| 4  | DEF | Rune Bratseth      |     |
| 5  | DEF | Marco Bode         |     |
| 2  | MED | Manfred Bockenfeld |     |
| 7  | MED | Dieter Eilts       |     |
| 8  | MED | Miroslav Votava    |     |
| 9  | MED | Frank Neubarth     | 75' |
| 10 | DEL | Wynton Rufer       |     |
| 11 | DEL | Klaus Allofs       |     |
| DT | DT  | Otto Rehhagel      |     |

| 1  | POR | Jean-Luc Ettori |     |
| 2  | DEF | Patrick Valéry  |     |
| 4  | DEF | Emmanuel Petit  | 63' |
| 5  | DEF | Roger Mendy     |     |
| 3  | DEF | Luc Sonor       |     |
| 6  | MED | Marcel Dib      |     |
| 7  | MED | Jérôme Gnako    |     |
| 10 | MED | Gérald Passi    |     |
| 8  | MED | Rui Barros      |     |
| 9  | DEL | George Weah     |     |
| 11 | DEL | Youssouf Fofana | 60' |
| DT | DT  | Arsène Wenger   |     |

| 13 | DEL | Stefan Kohn   | 75' |
| 15 | DEF | Thomas Schaaf | 80' |

| 13 | DEF | Benjamin Clément | 60' |
| 14 | DEL | Youri Djorkaeff  | 63' |

|  | 40' | Klaus Allofs | 1-0 |
|  | 55' | Wynton Rufer | 2-0 |

|  | 27' | Miroslav Votava |

|  | 38' | Marcel Dib   |
|  | 65' | Jérôme Gnako |
|  | 85' | George Weah  |

| Árbitro | Pietro d'Ella |

| 1  | POR | Jürgen Rollmann    |     |
| 3  | DEF | Thomas Wolter      | 80' |
| 6  | DEF | Ulrich Borowka     |     |
| 4  | DEF | Rune Bratseth      |     |
| 5  | DEF | Marco Bode         |     |
| 2  | MED | Manfred Bockenfeld |     |
| 7  | MED | Dieter Eilts       |     |
| 8  | MED | Miroslav Votava    |     |
| 9  | MED | Frank Neubarth     | 75' |
| 10 | DEL | Wynton Rufer       |     |
| 11 | DEL | Klaus Allofs       |     |
| DT | DT  | Otto Rehhagel      |     |

| 1  | POR | Jean-Luc Ettori |     |
| 2  | DEF | Patrick Valéry  |     |
| 4  | DEF | Emmanuel Petit  | 63' |
| 5  | DEF | Roger Mendy     |     |
| 3  | DEF | Luc Sonor       |     |
| 6  | MED | Marcel Dib      |     |
| 7  | MED | Jérôme Gnako    |     |
| 10 | MED | Gérald Passi    |     |
| 8  | MED | Rui Barros      |     |
| 9  | DEL | George Weah     |     |
| 11 | DEL | Youssouf Fofana | 60' |
| DT | DT  | Arsène Wenger   |     |

| 13 | DEL | Stefan Kohn   | 75' |
| 15 | DEF | Thomas Schaaf | 80' |

| 13 | DEF | Benjamin Clément | 60' |
| 14 | DEL | Youri Djorkaeff  | 63' |

|  | 40' | Klaus Allofs | 1-0 |
|  | 55' | Wynton Rufer | 2-0 |

|  | 27' | Miroslav Votava |

|  | 38' | Marcel Dib   |
|  | 65' | Jérôme Gnako |
|  | 85' | George Weah  |

| Árbitro | Pietro d'Ella |

## Campeón
| Bandera de Alemania             |
| Campeón Werder Bremen 1° título |

## Goleadores
La siguiente es la tabla de máximos goleadores de la Recopa de Europa 1991–92
| Lugar | Jugador          | Equipo            | Goles |
| ----- | ---------------- | ----------------- | ----- |
| 1     | Péter Lipcsei    | Ferencváros       | 6     |
| 2     | Paulo Futre      | Atlético Madrid   | 5     |
| 2     | Manolo           | Atlético Madrid   | 5     |
| 4     | Rui Barros       | Monaco            | 4     |
| 4     | Roman Kosecki    | Galatasaray       | 4     |
| 4     | Wynton Rufer     | Werder Bremen     | 4     |
| 4     | Bernd Schuster   | Atlético Madrid   | 4     |
| 4     | George Weah      | Monaco            | 4     |
| 9     | Marco Bode       | Werder Bremen     | 3     |
| 9     | Foeke Booy       | Club Brugge       | 3     |
| 9     | Andrea Carnevale | Roma              | 3     |
| 9     | Gordon Durie     | Tottenham Hotspur | 3     |
| 9     | Stefan Kohn      | Werder Bremen     | 3     |
| 9     | Emil Kostadinov  | Porto             | 3     |
| 9     | Frank Neubarth   | Werder Bremen     | 3     |
| 9     | Gérald Passi     | Monaco            | 3     |